# Cầu Vàm Sát
Cầu Vàm Sát (tức cầu Vàm Sát 1) là cây cầu dây văng bắc qua sông Vàm Sát ở huyện Cần Giờ, Thành phố Hồ Chí Minh, Việt Nam, nối hai bờ ấp Lý Hòa Hiệp, xã Lý Nhơn, huyện Cần Giờ. Hiện nay người ta đã xây dựng cầu Vàm Sát 2 song song với cầu thứ nhất này để giảm tải áp lực giao thông.

## Cầu Vàm Sát 1
Cầu Vàm Sát 1 được khởi công vào ngày 10 tháng 5 năm 2002 và được khánh thành vào ngày 15 tháng 4 năm 2006. Tổng mức đầu tư là 14 tỉ đồng.
Cầu Vàm Sát 1 là cầu dây văng nông thôn đầu tiên của Thành phố Hồ Chí Minh, được xây dựng theo công nghệ của Úc, dài 268 m, rộng 4,3 m, trọng tải 10 tấn, có năm nhịp dẫn và ba nhịp dây văng bằng dầm thép cường độ cao, nhịp thông thuyền dài 120 m, cao 20 m. Đường dẫn lên cầu mỗi bên dài 180 m. Cầu này chỉ cho phép tải trọng dưới 8 tấn.
Chủ đầu tư là Ủy ban nhân dân huyện Cần Giờ, đơn vị thi công là Công ty Cổ phần Công trình giao thông 60 thuộc Tổng công ty Xây dựng công trình giao thông 6, Bộ Giao thông Vận tải.

## Cầu Vàm Sát 2
Sau một thời gian dài sử dụng, cầu Vàm Sát 1 đã trở nên cũ kỹ, không đủ đáp ứng nhu cầu giao thông của người dân huyện Cần Giờ. Ủy ban nhân dân Thành phố Hồ Chí Minh đã duyệt ngân sách xây cầu Vàm Sát 2 với tổng kinh phí hơn 342 tỉ đồng, trong đó đền bù giải tỏa là 22,4 tỉ đồng. Cầu này chạy song song và cách 100 m cầu thứ nhất về phía cửa sông Soài Rạp. Điểm đầu là đường Lý Nhơn, điểm cuối là ngã ba đường Lý Nhơn và đường đê Soài Rạp. Cầu được khởi công ngày 27 tháng 3 năm 2018, hợp long nhịp chính ngày 17 tháng 8 năm 2019 và đã được khánh thành vào ngày 15 tháng 9 năm 2023.
Cầu và đường dẫn có tổng chiều dài 1.080 m, trong đó cầu là 434 m, đường dẫn là 647 m. Mặt cầu rộng 10 m, gồm 11 nhịp. Khoang thông thuyền dưới cầu rộng 50 m và cao 7m. Cầu được xây dựng bằng bê tông cốt thép và bê tông cốt thép dự ứng lực. Tuổi thọ thiết kế 100 năm, chịu được động đất cấp 7. Phương tiện giao thông không bị hạn chế tải trọng, được lưu thông tối đa 60 km/giờ. Chủ đầu tư là Sở Giao thông Vận tải Thành phố Hồ Chí Minh.